# Pete Fountain
Pete Fountain (3. července 1930 New Orleans, Louisiana – 6. srpna 2016 tamtéž) byl americký jazzový klarinetista.
Na klarinet začal hrát již v dětství. V letech 1950–1954 vystupoval s kapelou Basin Street Six a později byl členem orchestru Lawrence Welka a hrál rovněž s kapelou Dukes of Dixieland. Během své kariéry vydal řadu alb jako leader a hrál s dalšími hudebníky, mezi které patří Dr. John nebo Al Hirt.